# Pico Freire
Pico Freire es una localidad caboverdiana del municipio de São Salvador do Mundo.

## Geografía
La localidad está situada en la isla Santiago.

## Organización territorial
La localidad abarca los lugares y barrios de:
- Badja Coxa
- Carreira
- Chã de Taberna
- Cobon Tabari
- Cutelo
- Cutelo Tabari
- Goiaba
- Kelem
- Lém Varela
- Manipo
- Monte Ramo
- Ponta Zimbron
- Ribeira Grande